# Jurij Kruppa
Jurij Kruppa, ukr. Юрий Круппа (ur. 21 czerwca 1964) – ukraiński szachista, arcymistrz od 1995 roku.

## Kariera szachowa
Wielokrotnie startował w finałach indywidualnych mistrzostw USRR oraz Ukrainy, największy sukces odnosząc w 1994 r. w Ałuszcie, gdzie zdobył złoty medal. Poza tym zdobył również medal srebrny (1986) oraz dwa brązowe (1988, 1990). W 1994 r. jedyny raz w swojej karierze wziął udział w szachowej olimpiadzie.
W latach 1985, 1990 i 1991 wystąpił w finałach młodzieżowych (do 26 lat) mistrzostw ZSRR, a w 1991 również w rozegranym w Moskwie ostatnim finale mistrzostw Związku Radzieckiego seniorów.
Odniósł szereg sukcesów w turniejach indywidualnych, m.in.:
- 1990 – Chersoń (I m.),
- 1994 – Ałuszta (II m. za Siergiejem Bieszukowem), Pula (dz. II m. za Władimirem Tukmakowem, wspólnie z m.in. Gyula Saxem, Stanisławem Sawczenko, Arturem Frołowem, Miso Cebalo, Aleksandrem Sznajderem i Krunoslavem Hulakiem),
- 1995 – Kijów (memoriał Igora Płatonowa(inne języki), I m.), Mikołajów (turniej strefowy, dz. I m. wspólnie z Konstantinem Lernerem i Władimirem Małaniukiem),
- 1997 – Berlin (turniej Berliner Sommer, dz. I m. wspólnie ze Stanisławem Sawczenko, Konstantinem Lernerem i Władimirem Czuczełowem), Cappelle-la-Grande (dz. I m. wspólnie z m.in. Anthonym Milesem i Rustamem Kasimdżanowem),
- 1999 – Sankt Petersburg (II m. za Walerijem Łoginowem),
- 2000 – Kijów, (dz. I m. wspólnie z Viorelem Iordachescu i Władimirem Bakłanem), Sankt Petersburg (dz. I m. wspólnie z Azərem Mirzəyevem), Elista (finał Pucharu Rosji, dz. III m. za Siergiejem Wołkowem i Aleksandrem Lastinem, wspólnie z Aleksandrem Griszczukiem, Jewgienijem Najerem i Jurijem Bałaszowem), Cappelle-la-Grande (dz. I m. wspólnie z Gilberto Milosem),
- 2001 – Paryż (dz. II m. za Christianem Bauerem, wspólnie z m.in. Andriejem Szczekaczewem, Jewgenijem Miroszczniczenko, Laurentem Fressinetem i Gieorgijem Timoszenko),
- 2003 – Kijów (III m. za Timofiejem Galińskim i Spartakiem Wysoczinem(inne języki)),
- 2005 – Kijów (II m. za Wadimem Szyszkinem),
- 2006 – Kijów (memoriał Igora Płatonowa, dz. II m. za Władimirem Siergiejewem, wspólnie ze Spartakiem Wysoczinem i Wadimem Szyszkinem), Bukareszt (III m. za Constantinem Lupulescu i Gieorgijem Timoszenko), Gałacz (dz. II m. za Viorelem Iordachescu, wspólnie z m.in. Albertem Vajdą(inne języki), Levente Vajdą, Władysławem Niewiedniczym, Gieorgijem Timoszenko i Constantinem Lupulescu),
- 2007 – Kijów (memoriał Igora Płatonowa, dz. II m. za Spartakiem Wysoczinem, wspólnie z Wadimem Szyszkinem),
- 2008 – Kijów (memoriał Vladimira Nabokova, II m. za Illą Nyżnykiem).

Najwyższy ranking w karierze osiągnął 1 lipca 1999 r., z wynikiem 2603 punktów dzielił wówczas 77–78 m. na liście światowej FIDE, jednocześnie zajmując 5. wśród ukraińskich szachistów.